# طبيبك (مجلة)
طبيبك هي أول مجلة طبية اجتماعية باللغة العربية أسسها في سوريا عام 1956 ورأس تحريرها الدكتور صبري القباني، واخذت شهرة كبيرة على مستوى الوطن العربي وكانت من المجلات القلائل التي يُسمح بدخولها إلى كل البلدان العربية. لها شريحة كبيرة من القراء في سورية والوطن العربي منذ أكثر من خمسين سنة.
تتناول مجلة طبيبك كل ما يتعلق بحياة الناس من ثقافة صحية وبأسلوب أدبي راق، إذ كان يساهم في تحرير مقالاتها عدد من الأطباء السوريين وذوي الأقلام المتميزة كالدكتور عبد السلام العجيلي. كما كان باب (أنت تسأل وطبيبك يجيب) مخصصاً للإجابة على أسئلة القرّاء في أبواب الطب المتعددة والتي كان يجيب عنها اختصاصيون، على أن أظرف ما كانت تحويه المجلة من فصول في باب أسئلة القرّاء هو فصل الأسئلة الخاصة، خصوصاً المتعلق منها بالحياة الجنسية والتي تصنفها المجلة تحت عنوان (الأسئلة الناشزة)، وكان يتولى الردود عليها الدكتور صبري القباني بنفسه أو يحيل بعضها إلى صديقه الأديب حسيب كيالي (1921-1993) الذي لم يكن طبيباً، فيتولاها بالتعليقات الجميلة الذكية والساخرة، تعتبر مجلة طبيبك متميزة وشاملة وغنية بكافة المواضيع الطبية.
عُرفت مجلّة طبيبك بعدة أبواب ثابتة، كان أشهرها “تاريخ الطب” و”جمالك سيدتي” و”طبيبك في خدمتك” التي صار من خلالها القباني يُجيب على رسائل القُراء في كلّ المواضيع، ويتحدث بإسهاب عن الدواء والرضاعة والإنجاب، عن النظافة في المنزل، وعن أمراض شائعة مثل السُمنة. وقد شجّعت وصفاته الطبيّة كبرى شركات الدواء العالمية بأن تعلن في مجلّة طبيبك، مما حقق له نجاحاً مادياً قلّ نظيره في عالم الصحافة.

## روابط خارجية
- صورة العدد الجديد من مجلة الدكتور صبري قباني "طبيبك" عام 1962